# La Disparue de Compostelle
Production
Diffusion
La Disparue de Compostelle est une série télévisée française réalisée par Floriane Crépin d'après un scénario de Pierre Monjanel et diffusée en Suisse romande les 19 et 26 août 2025 sur RTS 1 et en Belgique les 24 et 31 août 2025 sur La Une.
Cette fiction policière est une coproduction de Salsa Productions et de France Télévisions pour France 2.

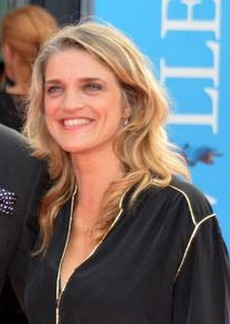
Olivia Côte.

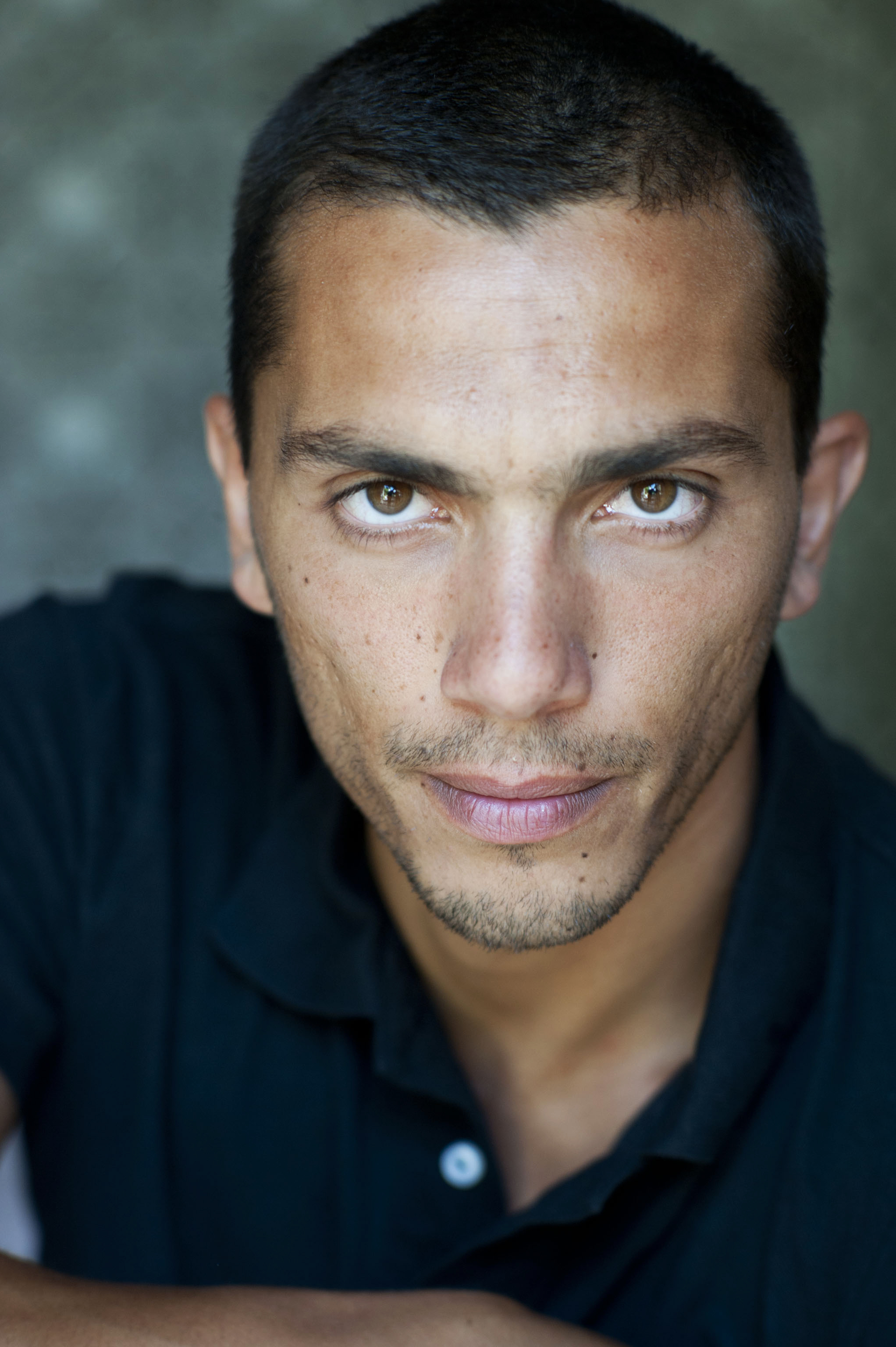
Samir Boitard.

## Distribution
- Olivia Côte : Jeanne Nogarède, gendarme à Saint-Guilhem-le-Désert
- Nicole Calfan : Alice Nogarède
- Samir Boitard : Julien Barthes
- Carole Bianic : Lea Romblin
- Vincent Deniard : Gerome Rousseau
- Cécile Rebboah : Christine Vivian
- Sébastien Libessart : Alain Legendre
- Anouk Féral : Dominique Legendre
- François-Dominique Blin : Guy Toussain
- Nick Mukoko : Alex Nonda
- Benoît Rabille : Marc Pougeol
- Claire Magnin : Béatrice Lerel
- Inès Ouchaaou : Samia Bomare
- Cyril Mellet : Médecin SAMU

## Production

### Genèse et développement
Cette fiction policière est une coproduction de Salsa Productions et de France Télévisions pour France 2, réalisée avec la participation de la RTBF (télévision belge), de la Radio télévision suisse (RTS) et de la région Occitanie,,.
La série est créée et écrite par Pierre Monjanel et réalisée par Floriane Crépin,,,.
La production est assurée par Caroline Lassa (Salsa Productions) et Toma de Mattéis.

### Tournage
Le tournage de la série a lieu du 27 novembre 2024 au 6 février 2025 à Montpellier et ses environs, dans le département français de l'Hérault en région Occitanie,,,.
Des scènes sont tournées, entre autres, sur la plage du Pont-du-Diable près de Saint-Guilhem-le-Désert, à Saint-Pargoire et près de l'église romane Saint-Sylvestre-des-Brousses, située près du village de Puéchabon.

### Fiche technique
Sauf indication contraire, les informations mentionnées dans cette section peuvent être confirmées par la base de données cinématographiques Allociné,  présente dans la section « Liens externes ».
- Titre français : La Disparue de Compostelle
- Genre : Policier
- Production : Caroline Lassa et Toma de Mattéis[1]
- Sociétés de production : Salsa Productions et France Télévisions[1],[2],[3]
- Réalisation : Floriane Crépin[1],[4],[2],[5]
- Scénario : Pierre Monjanel[1],[4],[5],[7]
- Pays de production :  France
- Langue originale : français
- Format : couleur
- Nombre de saisons : 1
- Nombre d'épisodes : 4
- Durée : 52 minutes
- Dates de première diffusion :
  - Suisse romande : 19 août 2025 sur RTS 1[8]
  - Belgique : 24 août 2025 sur La Une[8]

## Accueil

### Audiences et diffusion

#### En Belgique
En Belgique, la série est diffusée le dimanche à 20 h 45 sur La Une par groupe de deux épisodes les 24 et 31 août 2025.
| Épisode              | Diffusion             | Diffusion         | Audience moyenne          | Audience moyenne | Réf. |
| Épisode              | Jour                  | Horaire           | Nombre de téléspectateurs | Classement       | Réf. |
| -------------------- | --------------------- | ----------------- | ------------------------- | ---------------- | ---- |
| 1                    | Dimanche 24 août 2025 | 20 h 45 - 21 h 45 |                           |                  |      |
| 2                    | Dimanche 24 août 2025 | 21 h 45 - 22 h 45 |                           |                  |      |
| 3                    | Dimanche 31 août 2025 | 20 h 45 - 21 h 45 |                           |                  |      |
| 4                    | Dimanche 31 août 2025 | 21 h 45 - 22 h 45 |                           |                  |      |
|                      |                       |                   |                           |                  |      |
| Moyenne de la saison |                       |                   |                           |                  |      |

- Les plus hauts chiffres d'audience
- Les plus bas chiffres d'audience